# 비라코차

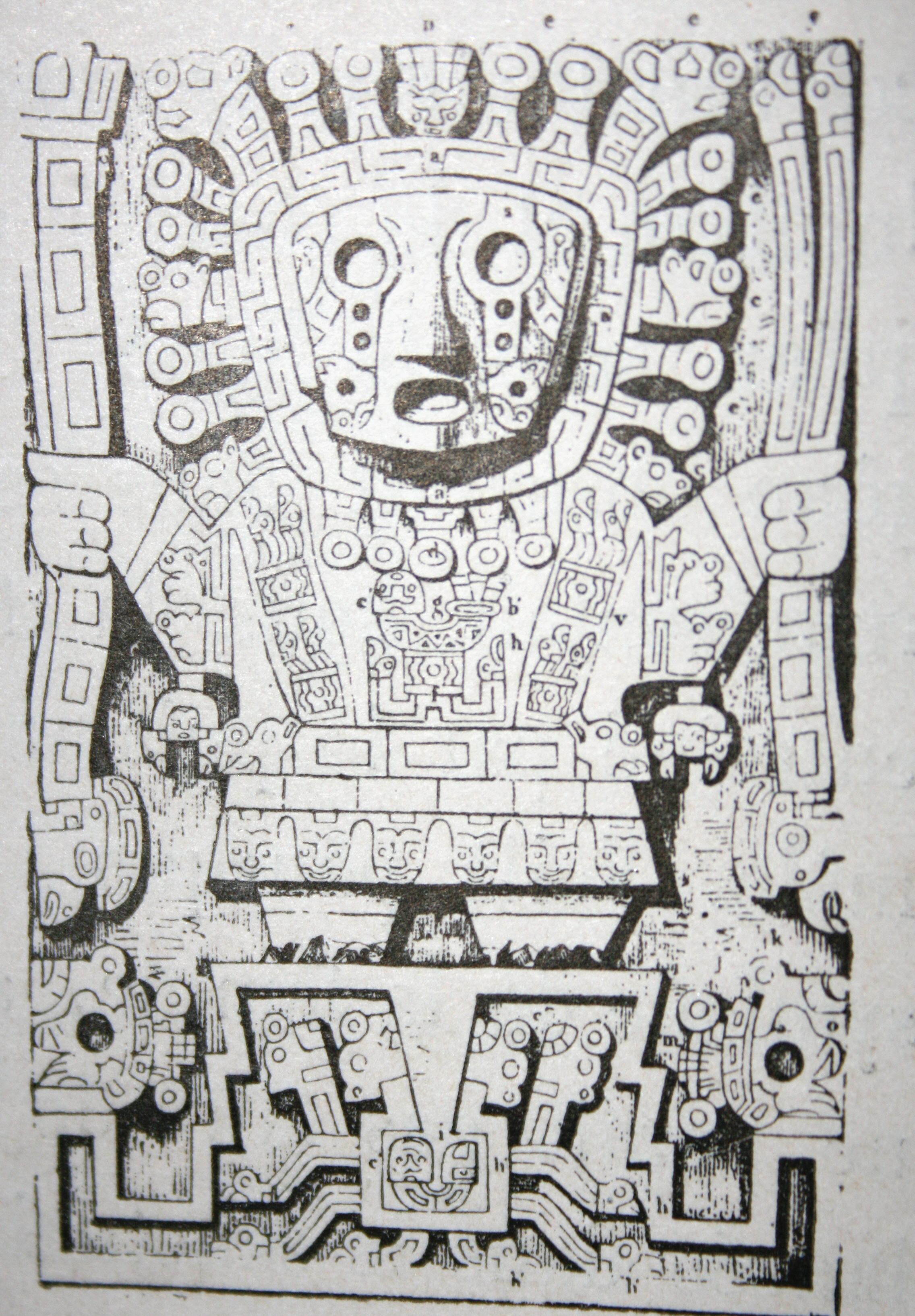
비라코차

비라코차(Viracocha)는 남아메리카 안데스 지역에 위치한 잉카 신화와 잉카 문명 전시대의 위대한 창조의 신이다. 전체 이름과 철자가 약간 다른 이름은 다음과 같다: Apu Qun Tiqsi Wiraqutra, Con-Tici Viracocha. 비라코차는 잉카 신들의 전당에서 중요한 위치의 신이었으며, 모든 것의 창조주 혹은 모든 것을 창조해 낸 신이면서 특별히 바다와 친한 신이었다고 한다. 비라코차는 우주, 태양, 달, 별, 그리고 시간(하늘위로 태양이 돌도록 명령하였다)을 만들어냈다고 전해진다. 또한 문명 그자체였다고도 한다. 비라코차는 태양과 폭풍의 신으로 숭배되었다. 비라코차는 왕관으로 태양을 썼으며, 번개가 그의 손이었으며, 눈에서 흐르는 눈물이 비였다고 묘사된다.

## 같이 보기
- 티아우아나코

## 참고 문헌
1. ↑   Dover, Robert V. H.; Katharine E. Seibold, John Holmes McDowell (1992). 《Andean cosmologies through time: persistence and emergence. Caribbean and Latin American studies》. Indiana University Press. 274쪽. ISBN 0253318157. 2009년 11월 22일에 확인함. :56
2. ↑  Young-Sánchez, Margaret (2009). 《Tiwanaku: Papers from the 2005 Mayer Center Symposium at the Denver Art Museum》. Denver Art Museum. ISBN 0806199725. 2009년 11월 22일에 확인함.
3. ↑  Encyclopedia Mythica, Viracocha